# 바람은 불고 있어
〈바람은 불고 있어〉(일본어: 風は吹いている 카제와후이테이루[*])는 일본의 아이돌 AKB48의 23번째 싱글이다. 2011년 10월 26일에 발매됐다.
오리콘 연간 3위(등장회수 28주), 싱글트랙 다운로드 더블 플래티넘(50만 DL 이상), 유튜브 조회수 약 1천 2백만, 빌보드재팬 핫100 연간 6위

## 수록곡

### 타입 A
전체 작사: 아키모토 야스시
| #  | 제목                                                        | 작곡              | 음악가           | 재생 시간 |
| -- | ----------------------------------------------------------- | ----------------- | ---------------- | --------- |
| 1. | 〈가제와 후이테 이루〉 (風は吹いている 바람은 불고 있어[*]) | 이노우에 요시마사 |                  | 3:57      |
| 2. | 〈기미노 세나카〉 (君の背中 너의 등[*])                     |                   | 언더 걸즈        | 4:11      |
| 3. | 〈Vamos〉 (Vamos Let's go![*])                              |                   | 언더 걸즈 장미조 | 4:23      |
| 4. | 〈가제와 후이테 이루 (Off Vocal Ver.)〉                     |                   |                  |           |
| 5. | 〈기미노 세나카 (Off Vocal Ver.)〉                          |                   |                  |           |
| 6. | 〈Vamos (Off Vocal Ver.)〉                                  |                   |                  |           |

| #  | 제목                                             | 재생 시간 |
| -- | ------------------------------------------------ | --------- |
| 1. | 〈가제와 후이테 이루 (뮤직 비디오)〉             |           |
| 2. | 〈기미노 세나카 (뮤직 비디오)〉                  |           |
| 3. | 〈Vamos (뮤직 비디오)〉                          |           |
| 4. | 〈바람은 불고 있어 (DANCE! DANCE! DANCE! Ver.)〉 |           |
| 5. | 〈특전 영상 AKB48 콩트 '페로몬 형사'편〉         |           |

### 타입 B
전체 작사: 아키모토 야스시
| #  | 제목                                                        | 작곡              | 음악가           | 재생 시간 |
| -- | ----------------------------------------------------------- | ----------------- | ---------------- | --------- |
| 1. | 〈가제와 후이테 이루〉 (風は吹いている 바람은 불고 있어[*]) | 이노우에 요시마사 |                  |           |
| 2. | 〈기미노 세나카〉 (君の背中 너의 등[*])                     |                   | 언더 걸즈        |           |
| 3. | 〈곤돌라 리프트〉 (コンドラリフト)                          |                   | 언더 걸즈 백합조 |           |
| 4. | 〈가제와 후이테 이루 (Off Vocal Ver.)〉                     |                   |                  |           |
| 5. | 〈기미노 세나카 (Off Vocal Ver.)〉                          |                   |                  |           |
| 6. | 〈곤돌라 리프트 (Off Vocal Ver.)〉                          |                   |                  |           |

| #  | 제목                                             | 재생 시간 |
| -- | ------------------------------------------------ | --------- |
| 1. | 〈가제와 후이테 이루 (뮤직 비디오)〉             |           |
| 2. | 〈기미노 세나카 (뮤직 비디오)〉                  |           |
| 3. | 〈곤돌라 리프트 (뮤직 비디오)〉                  |           |
| 4. | 〈바람은 불고 있어 (DANCE! DANCE! DANCE! Ver.)〉 |           |
| 5. | 〈특전 영상 AKB48 콩트 '택시'편〉                |           |

### 극장반
전체 작사: 아키모토 야스시
| #  | 제목                                                        | 작곡              | 음악가       | 재생 시간 |
| -- | ----------------------------------------------------------- | ----------------- | ------------ | --------- |
| 1. | 〈가제와 후이테 이루〉 (風は吹いている 바람은 불고 있어[*]) | 이노우에 요시마사 |              |           |
| 2. | 〈기미노 세나카〉 (君の背中 너의 등[*])                     |                   | 언더 걸즈    |           |
| 3. | 〈츠보미타치〉 (雷たち 꽃봉오리들[*])                       |                   | 팀A + 연구생 |           |
| 4. | 〈가제와 후이테 이루 (Off Vocal Ver.)〉                     |                   |              |           |
| 5. | 〈기미노 세나카 (Off Vocal Ver.)〉                          |                   |              |           |
| 6. | 〈꽃봉오리들 (Off Vocal Ver.)〉                             |                   |              |           |

## 선발 멤버

### 바람은 불고 있어
(센터:마에다 아츠코, 오오시마 유코)
- AKB48: 시노다 마리코, 코지마 하루나, 다카하시 미나미, 사시하라 리노, 다카죠 아키, 마에다 아츠코, 오오시마 유코, 미야자와 사에, 이타노 토모미, 미네기시 미나미, 요코야마 유이, 카시와기 유키, 키타하라 리에, 카사이 토모미, 와타나베 마유
- SKE48:마츠이 쥬리나, 마츠이 레나
- NMB48:야마모토 사야카

### 너의 등
〈언더 걸즈〉 명의
(센터:오오타 아이카)
- AKB48: 이와사 미사키, 오오타 아이카, 나카가와 하루카, 마에다 아미, 키쿠치 아야카, 후지에 레이나, 이시다 하루카, 코모리 미카, 사토 스미레, 미야자키 미호, 아베 마리아, 이치카와 미오리, 이리야마 안나, 시마자키 하루카, 야마우치 스즈란, 카토 레나
- SKE48: 타카야나기 아카네, 키모토 카논
- NMB48: 죠 에리코

### Vamos
〈언더 걸즈 장미조〉 명의
(센터:나카츠카 토모미, 타케우치 미유)
- AKB48:오오야 시즈카, 나카타 치사토, 나카야 사야카, 마츠바라 나츠미, 우치다 마유미, 타나베 미쿠, 나카츠카 토모미, 노나카 미사토, 요네자와 루미, 코바야시 카나, 스즈키 시호리, 스즈키 마리야, 치카노 리나, 히라지마 나츠미, 시마다 하루카, 타케우치 미유, 나카마타 시오리, 나가오 마리야

### 곤돌라 리프트
〈언더 걸즈 백합조〉 명의
(센터:우메다 아야카)
- AKB48: 카타야마 하루카, 쿠라모치 아스카, 아키모토 사야카, 우메다 아야카, 니토 모에노, 마츠이 사키코, 사토 아미나, 사토 나츠키, 마스다 유카, 나카무라 마리코

### 꽃봉오리들
〈팀4+연구생〉 명의
(센터:시마자키 하루카)
- AKB48: 아베 마리아, 이치카와 미오리, 이리야마 안나, 시미자키 하루카, 시마다 하루카, 타케우치 미유, 나카마타 시오리, 나카무라 마리코, 나가오 마리야, 야마우치 스즈란, 이즈타 리나, 이와타 카렌, 오오모리 미유, 카토 레나, 카와에이 리나, 코지마 나츠키, 코바야시 마리나, 사이드 요코타 에레나, 사사키 유카리, 스즈키 리카, 다카하시 주리, 타노 유카, 나토리 와카나, 히라타 리나, 후지타 나나, 무토 토무, 모리카와 아야카